# Drvobradaš
Drvobradaš je lik iz knjige Gospodar prstenova J.R.R.Tolkiena. Živi u šumi Fangorn i pripada rasi Enta, živih (hodajućih) stabala, koji su pastiri (čuvari) šuma. Prstenovoj družini pomogao je u osvajanju Isengarda i svrgavanju Sarumana.